# Trudel van Reemst-de Vries
Trudel van Reemst-de Vries, también conocida como «Trudy» (Fráncfort del Meno, Imperio alemán, 22 de noviembre de 1914 – Ámsterdam, Países Bajos, 7 de junio de 2007), fue una enfermera y brigadista holandesa de origen judío que ejerció su profesión como voluntaria de la unidad militar de las Brigadas Internacionales que tomaron parte en la guerra civil española apoyando al bando republicano entre 1936 y 1938.
Nació en Alemania de padre holandés y madre francesa. En la escuela sufrió acoso y rechazo por su condición de judía, hasta que a los once años se trasladó a vivir, junto con sus padres y su hermana menor, al país natal del cabeza de familia. Estudió enfermería y consiguió un empleo en el Hospital Judío de Róterdam.
En 1937 viajó a España junto a otros más de 600 brigadistas holandeses para combatir y prestar apoyo logístico al bando republicano de la guerra civil española. Durante la contienda conoció a su futuro marido, el médico judío Theo van Reemst. Tras la retirada del frente español de las Brigadas Internacionales (octubre de 1938), Van Reemst-de Vries regresó a su país natal, estableciéndose en la ciudad de Vlaardingen. Posteriormente combatió junto a su esposo en la Resistencia contra los nazis en la Segunda Guerra Mundial. Tras la invasión y posterior ocupación de los Países Bajos por parte de las tropas nazis, Theo van Reemst fue detenido (1942) y trasladado a la prisión de Scheveningen, en La Haya; posteriormente fue recluido en el Campo de Tránsito e Internamiento de Westerbork, al noreste del país. Por su parte, «Trudy» pudo trabajar como enfermera de maternidad y entró en contacto con un pequeño grupo de la Resistencia.
Una vez finalizada la Segunda Guerra Mundial con la derrota del nazismo (1945), «Trudy» se volcó en la creación en Ámsterdam, junto con otros compañeros y ex brigadistas, de un Comité de solidaridad con los represaliados políticos españoles, que se mantuvo durante décadas como uno de los más activos de Europa.
Durante toda su vida, «Trudy» fue una luchadora incansable en defensa de los oprimidos, la libertad, la justicia y la paz. Siempre fiel a sus principios, demostró un gran dinamismo en numerosas actividades de solidaridad con los represaliados de cualquier país. Un ejemplo de su labor solidaria fue su apoyo activo, en el año 1968, a las esposas de treinta y seis presos políticos españoles que fueron encarcelados en Valencia por su pertenencia al sindicato de clase Comisiones Obreras, por aquel entonces en la clandestinidad al estar prohibido por el régimen dictatorial de Francisco Franco; dieciocho de estos presos sufrieron torturas en prisión y «Trudy» y otras voluntarias difundieron y denunciaron el caso en su país, solicitando ayuda solidaria para las mujeres de los represaliados.
Ya en 1978, tras el fin de la dictadura en España, Van Reemst-de Vries pudo al fin volver a visitar el primer país en el que combatió al fascismo. Años después, en 1997, fue una de los veteranos brigadistas a los que les fue otorgada la nacionalidad española en reconocimiento a su defensa de la democracia.
Falleció en la ciudad de Ámsterdam el 7 de junio de 2007, a los 92 años de edad, dejando dos hijos. Al acto fúnebre ―que comenzó en honor de la fallecida con el Himno de las Brigadas Internacionales y finalizó con el popular tema Gracias a la vida, de la cantautora chilena Violeta Parra― acudieron numerosos excompañeros y amigos, entre ellos el poeta y expreso político español Marcos Ana.